# 木股大輔
木股 大輔（きまた だいすけ、1983年1月28日 - ）は、日本の覆面レスラー。リングネームは問題龍（もんだいりゅう）。DRAGON GATE所属。

## 経歴

### APEキマタ
2006年12月9日に若手選手育成のため作られたDRAGON GATE NEXの旗揚げと共に、猿をモチーフにしたAPEキマタのリングネームでルパン松谷戦でデビュー。猿を模したコスチュームで動きも猿らしく身軽でバナナが大好物で見つけると追いかけていく習性があった。「飼育員」としてバッファロー吾郎がセコンドに付いたこともあった。「ギミック」の為にお笑い試合が多く、活躍の機会に恵まれず、2007年12月から山に帰ってしまい、一時期、行方不明になる。

### 超神龍（2代目）
2008年1月11日に行われたDRAGON GATE NEXにて、超神龍（2代目）として、トザワ戦で再デビューし、勝利する。当初は全身コスチュームであったが、後に上半身を露出させたコスチュームに変更。
5月14日、土井成樹と吉野正人に新ユニット（後のWORLD-1）のメンバーになるかと思われたが、控え室に土井の携帯電話を取りに行かされただけだった（その後、m.c.KZ.が加入）。
Gammaからオープン・ザ・ガンマゲート王座に「中国からの刺客～」、「2代目～」、「元APEキマタこと～」として3度連続で逆指名された。2度目、3度目では勝利したにもかかわらず、理不尽な判定により、王座獲得はならなかった（その後、Dr.マッスルに扮した吉野正人にプレートはプレゼントされた）。
ダイエット7番勝負で成長を見せた戸澤に触発され、「自分もやりたい｣と直訴したところ、ドン・フジイの提案により、なんと50番勝負が行われることに。対戦相手は団体内選手の他にも、ザ・ターボマン、佐藤悠己、岡田かずちか（現：オカダ・カズチカ）、グラン浜田がいる（結果は1勝1分け48敗）
11月8日の岐阜大会にて地元であることを明かし、B×Bハルクと組み、YAMATOとサイバー・コングを相手にツインゲート･コントラ･引退マッチを行い敗北、自らマスクを脱ぎ引退を宣言するが、ハルクに止められあっさり撤回した。11月28日の武勇伝・拾壱でグラン浜田と対戦するも敗北。
2009年、KAMIKAZE、WARRIORS-5が結成された際には意味深な発言（ユニット加入を希望）していた。1月17日には、ザ・ターボマンの持つメキシコ州ウエルター級王座に挑戦した。
4月18日、望月成晃をパートナーにオープン・ザ・ツインゲート王座次期挑戦者チーム決定トーナメント1回戦にて勝利するが、2回戦で敗北。その後、望月に八つ当たりし、5月5日に愛知県体育館大会出場権争奪マッチが行われることになった。
4月30日に5月5日愛知県体育館大会出場権争奪マッチにてm.c.KZ.と対戦し、勝利。5月5日に谷嵜なおきをパートナーに望月&フジイと対戦するも敗北。しかし、試合中にマスクが剥がれても構わず立ち向かう我武者羅さを高く評価された。
7月8日、東京新木場1stRINGで行われたWARRIORS-5自主興行“一丁目ワッショイ!ワッショイ!!”でグラン浜田と再戦、敗北するも浜田を師匠と煽ぎ、タッグ結成をアピールした。なお、この時から不定期的にシースルーのマスク&迷彩柄の全身タイツを着用するようになった。

### 問題龍
2012年に入り、尊大ぶりはエスカレートし、仕舞いにはNEX勢を罵る場面も増えていった（返り討ちに遭う事もしばしば）。そして、3月8日にダークマッチの試合に突如乱入。相変わらず若手を罵る場面となるが、さらにKzyが現れMAD BLANKEY入りが発表された。更にリングネームを超悪龍に改名する。しかし、フジイに日々の問題行動ぶりを指摘されたが開き直り、問題龍へと改名した。しかし、同時に自身初のユニット入りという瞬間でもあった。
問題龍になってから不遜ぶりはエスカレートし、さらに団体内ではMAD BLANKEY以外の選手から「全てが不快」というレッテルを貼られるほどのヒールぶりを発揮している。CIMAには「プロレスもマイクも中途半端で基本が出来ていない」という酷評ぶりだがそれでも聞く耳を持たない。さらにCIMAロワイヤルでは反則技で優勝し、王座挑戦権を手にした事にCIMAは唖然としていた。しかし挑戦権は、その後、KING OF GATEを優勝した堀口元気と対戦して敗戦。挑戦権を奪われた。
富永千浩との抗争で三代目超神龍に奪われた自身のテーマ曲であったが、Gammaとの抗争を開始。ムチ打ちマッチでGammaのテーマ曲を賭け奪おうとするも敗北。Gammaよりベテラン軍の吹き込んだブーイングのみのテーマ曲「Salty a Boo Boo!!」を逆プレゼントされた。
2013年12月、札幌大会初登場。週プロでは「世界のプロブレムドラゴン問題龍札幌登場」と言うカラー記事が一ページ特集されたがよくなかった記事第2位になった。
2013年はドラゴンゲート最弱王になった。Kzyと問題zyとしてのタッグとサイバー・コングとの問題獣が多い。
2014年8月5日、1vs4のオープン・ザ・ドリームゲート王座に初挑戦。王者のB×Bハルクが土井成樹・Kzy・サイバー・コングそして問題龍4人を倒したら防衛となる変則ルールの試合で王者は暫定王者として土井がなるも問題龍自身は13分54秒で敗れる。
2016年所属ユニットVerserKがYAMATOと鷹木の派閥に一度分裂するが中立の立場をとってYAMATO派閥（土井・谷嵜）vs鷹木派閥（サイバー・kotoka）によるタッグマッチの際レフェリーに就いている。
2016年7月3日、今治大会の試合中にフラミータのフラムフライが致命傷となり頚椎ヘルニアが悪化。以降は試合数が激減。
2017年3月8日、VerserK対OVER GENERATIONのヘッドハンティングマッチにてOVER GENERATIONが勝利。頚椎ヘルニアで両腕が動かない状態であることからCIMAに心配されてOVER GENERATIONに引き抜かれて加入。そしてリハビリで首を治して復帰することを宣言し長期欠場となる。またこれにより、サイバーを除くMAD BLANKY歴代メンバー全員がベビーターンすることとなった。
4月7日、大阪06のセコンドとして後楽園ホール大会に登場。しかし、試合中に対戦相手のパンチ富永、エル・リンダマンによりリングに上げられマスクをはがされるも新調したマスクをつけて登場しパンチに塩攻撃を決め大阪06の勝利に貢献。以降も治療をしながらセコンドとして不定期参戦。
10月29日、神戸大会で復帰戦を行うも敗北。

## 得意技
デビューから一貫して身軽な動きを生かした戦法が多く、ヒールターンして以降はバリエーションが増えている。下記のシューティングスタープレスをこなすなど身体能力も高い。
問題龍☆星
シューティングスタープレスと同型。週刊プロレスでは「なんてことはない普通のシューティングスタープレス」「普通のシューティングスタープレス」などと表記されたことがある。超神龍時代は龍☆星IIとして使っていた。命中率が悪い。別名、問ティングスタープレス。首の怪我の影響で使用頻度が減ったためレアな技になっている。
世界の高速ネックブリーカー
ランニングネックブリーカーと同型。ゲスト解説の選手に「世界でも高速でもない、中途半端な技」と言われてしまったことがある。
プロブレム
相手を前屈みにさせクロスアームの態勢にして相手の横に立つ。そこから前方宙返りをして脳天から叩きつける技。高速変形雁ノ助クラッチ。Kzyとのブレイブゲート戦で初使用。主なフィニッシュ技。
塩攻撃
反則技。相手に投げつけることで視界を奪う。プロテインも混ぜられているため、使うとかなりの勢いで拡散する。問題龍がセコンドにつくレスラーやセコンド仲間も使用するが、誤爆、あるいは対戦相手のセコンドに奪われて使用されることも多い。OVER GENERATION加入後もセコンドとして使用中。
問題棒
工事現場でよく見かける棒で攻撃。主にMAD BLANKEY時代に使用。
問ニー
コーナーに座らせた相手へのランニング式ニーアタック。
問ネル
フルネルソンバスター。フルネルソンの態勢から持ち上げて片腕を外し、ロックボトムのように前方に叩きつける。
ドロップキック
フットスタンプ
キマニージョ

## 入場曲
- Salty a Boo Boo!!/帰ってきたベテラン軍
  - 入場曲コントラ・マッチに敗れた問題龍に対し、ベテラン軍が録音したブーイングを使用するよう押し付けたもの。そのため正確には曲ではない。VerserKに入ってからは声が変わっている。
- Naughty guy/hitoki
  - 2017年3月17日 土岐凱旋大会より使用。地元が同じ土岐市のhitoki（黒夢）が楽曲提供している。

## エピソード
- 選手名鑑等では本名不明と紹介されるが[1][3]、周囲からは本名を伏せる等の配慮はあまりされない。戸澤はよく試合中に「木股ぁ!!」と叫ぶ様に呼びかけていて、問題龍がそのたびに「木股言うなぁ!!」と返すのがお約束の様になっていた。
- ヒール時はリング上では反則・乱入を繰り返し、観客にも品のない罵声を浴びせて煽る[1]が、たいていは対戦相手に蹴散らされるジョバー（やられ役）である。
- 覆面レスラーだが、罵倒、煽り、痛み等の表現力は豊か。
- 入場の際、リングアナウンサーの菊池直人は選手名を通常1回だけコールするが、問題龍は2回コールする。2回コールをしているのは問題龍本人の希望である。
- 香川大学出身。
- 前述のOVER GENERATION加入時のマイク以降はブログ等で所謂「ツンデレ」キャラと化している（本人が意図してかは不明）。またCIMA曰く、ユニットに引き抜かれたその日にLINEのグループに自ら参加したらしい。
- PRIME ZONEでは素顔になることがやたら多い。